# Оганесов, Тачат Амаякович
Тача́т Амая́кович Огане́сов (арм. Հովհաննես Տաճատ Հմայակի; 1 февраля 1922, Ванадзор, АрмССР, СССР — 14 мая 1991, Ташкент, Узбекистан) — советский живописец, портретист, педагог. Член Союза художников СССР. Заслуженный деятель искусств Узбекской ССР (1968).

## Биография
Родился 1 февраля 1922 году в Армении, в горном селении Налбанд, в настоящее время — Ширакамут. 7 декабря 1988 это село оказалось в эпицентре землетрясения и было уничтожено. Сотни людей оказались заживо погребены под руинами своих же домов. Там прошло детство художника.
Его дед, Аракел Тер-Оганесян, был священником. Своим детям он дал хорошее образование. Один из его сыновей, Амаяк, отец будущего художника, стал учителем истории и математики в городе Караклисе. В 1929 году Амаяк Тер-Оганесян был репрессирован, а его жена с шестью детьми перебиралась в Ташкент. Тачат Оганесов работал и учился при доме народного творчества. Начавшаяся война на долгое время оторвала его от профессии. Он работал обрубщиком, формовщиком на заводах. Только в 1944 году Т.Оганесов смог заняться образованием. Он поступил в Ташкентское художественное училище имени П. П. Бенькова. Незаурядные способности художника позволили пятилетнюю программу обучения пройти за три года. В 1953 году Тачат Оганесян вернулся в Ташкент.
50-60 -е годы ХХ столетия характерны для изобразительного искусства Узбекистана развитием новых жанров и становлением национальной школы живописи. Появилась плеяда художников нового поколения, среди которых Р Ахмедов, Н. Кузибаев, В. Зеликов, М. Саидов и Т. Оганесов. Заслуженный деятель искусства Узбекистана, профессор Тачат Амаякович Оганесов стал одним из признанных портретистов Узбекистана второй половины XX века.
Творческому становлению художника способствовали его педагоги Ленинградского института живописи, скульптуры и архитектуры имени И. Е. Репина: Виктор Михайлович Орешников, Андрей Андреевич Мыльников и Юрий Михайлович Непринцев. Вот как вспоминал о своих студенческих годах сам Тачат Амаякович: 

 «Нам повезло, нашими учителями были замечательные люди. Они не только учили нас грамоте, живописной культуре, но и формировали в нас настоящее отношение к профессии, воспитывали в нас гражданские идеалы, помогали нам в трудную минуту. Сама обстановка, сами стены академии, её музей, педагоги, даже те, у которых мы не учились, служили для нас примером для подражания». 
В 1953 году Оганесов закончил Ленинградский институт живописи, скульптуры и архитектуры имени И. Е. Репина. Дипломная работа «Создатели хлопкоуборочной машины» была оценена на «отлично». С 1953 по 1960 годы Тачат Амаякович преподавал в Ташкентском художественном училище имени П. П. Бенькова рисунок, живопись и композицию. Одновременно он работал творчески, активно выставлялся на городских и республиканских выставках.
Скончался 14 мая 1991 года, похоронен на Домбрабадском кладбище.

## Творчество
В портретах, написанных в 50-е годы, он для раскрытия внутреннего мира героя обращался к образной трактовке. Основное внимание художник направлял на создание образов скромных, трудолюбивых, искренних людей и в конце 1950-х годов создал свободный от духа «соцреализма» цикл «Портреты героев труда», а в 1955 году- «Портреты сына» лирического характера.
В творчестве художника можно особо отметить портреты писателя С. П. Бородина и скульптора М. Р. Макарова. В 1957 году, прежде чем приступить к работе над портретом С. Бородина, художник создал множество эскизов и этюдов и сумел талантливо отобразить психологическое состояние и характер писателя. При создании композиционного решения портрета Бородина художник применял форму классической пирамиды.
Портрет М.Макаров-скульптора, лишенного зрения и руки, но не утратившего стремления к творчеству, восхищает зрителей силой воли человека, вызывая в них не жалость, а скорее чувство уважения и гордости. В портрете превалирует белый цвет и лишь несколько алых тюльпанов изображенные в правом углу произведения и создают особый ритм. В картине «Портрет художника В.Еремяна» написанной в 1962 году раскрытию характера талантливого кино художника способствуют сохраняющая равновесие композиция, гармония цвета, экспрессивность мазков. В 1967 году Т.Оганесов создает картину «Портрет Хамида Алимджана», однако это произведение было подвержено резкой критике за то, что оно якобы было «лишено изобразительной выразительности». Несмотря на подобные нападки, Тачат Оганесов стремился сохранить эстетические принципы и методические подходы, сформированные на протяжении всего своего творчества.
Тачат Оганесов для каждого своего портретного замысла стремился найти его точное живописное воплощение, раскрыть существо содержания, сущность и эмоциональную окраску художественного образа.
Тачат Оганесов начиная с 1954 года, в течение многих лет преподавал основы графики и живописи в Ташкентском театрально-художественном институте имени Н.Островского (ныне НИХД имени Камолиддина Бехзода). Среди его учеников выдающиеся художники-живописцы С. Ф. Абдуллаев, В. Г. Акудин, Н. С. Пак, И. Н. Лимаков, Ю. И.зорькин, И.Бахромов, Ф.Эсенгалиев и многие другие, внесшие достойный вклад в дальнейшее развитие искусства Узбекистана.
Поколение художников, к которому принадлежал Тачат Амаякович Оганесов, сформировало национальную школу живописи Узбекистана, самобытной не только в стилистическом аспекте, но и в плане сюжетно-тематическом, в трактовке жанров и их взаимодействия.
Две работы художника были изображены на открытках советского периода.
Хлопкоробы. 1958 г. С/Х (Советский художник). Портрет скульптура М. Р. Макарова. Из серии «Советский характер». 1960 г. С/Х (Советский художник).
Художник был включен в многотомное издание «История искусства народов СССР».

## Семья
- Отец — Амаяк Тер-Оганесян
- Мать — Маргарита Тер-Оганесян
- Брат — Бабкен Амаякович Аракелян (1917—1986) — Партийный деятель Узбекской ССР. В разные годы занимал должности директора совхоза «Гульбах», Задарьинского района Наманганской области. Далее был директором совхоза «Сегизбаева», Аккурганского района Ташкентской области. За эти годы совхоз стал образцовым, высокорентабельным хозяйством — флагманом земледелия в республике. Затем был начальником управления Ташкенского областного производственного Управления сельского хозяйства. Также директором Ташкентского областного треста совхозов. Являлся депутатом Аккурганского районного совета Ташкенской области, Узбекской ССР, избирался делегатом XXV—XXVI съездов КПСС (коммунистической партии Советского Союза). Был одним из лидеров Ташкентской области, который внес достойный вклад в развитие сельского и лесного хозяйства УЗССР. В последние годы с 1978 по 1981 работал директором Ташкентского лесхоза. Кавалер орденов Ленина (1957 г.), Трудового Красного Знамени (1971 г.), Октябрьской Революции (1976 г.), дважды Знак Почета (1965 г.) и (1973 г.), отличник социалистического сельского хозяйства СССР (1972 г.). Полный кавалер медалей ВДНХ.
- Брат — Гурген Амаякович Аракелян (1918—1995) — Лейтенант — артиллерист. Защитник блокадного Ленинграда. Командир артиллерийского расчёта. Кавалер ордена Красной Звезды (1945 г.), награждён Орденом Отечественной войны.
- В 1952 году, ещё будучи студентом, Оганесов женился на своей однокурснице по Ташкентскому художественному училищу, Надежде Михайловне Монаковой. У них родились двое детей, Маргарита и Арсен которые также стали художниками.